# شیء (ابزاراستراق سمع)

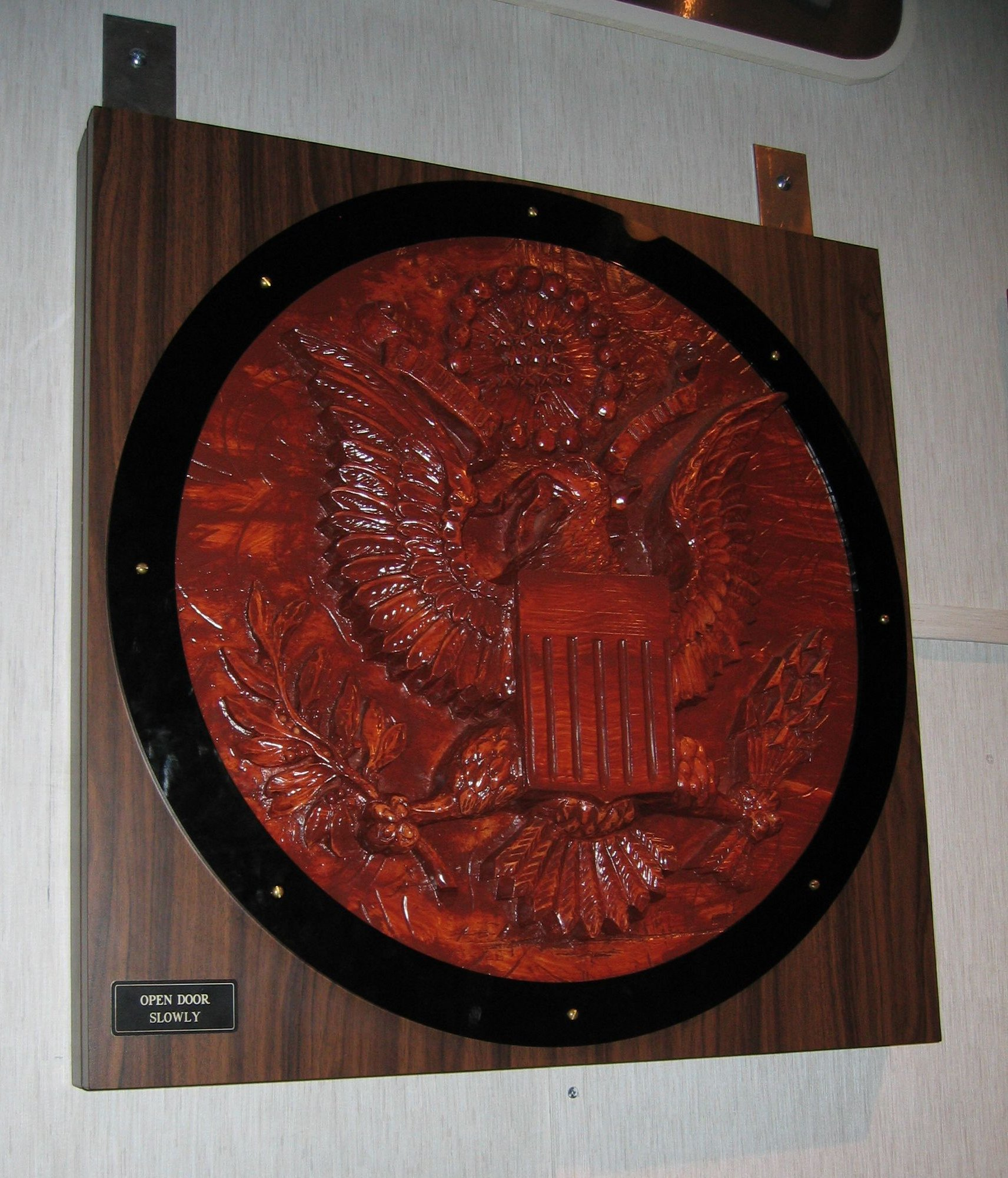
نمونه ای از دستگاه

یکی از اولین دستگاه‌های شنود مخفی بود که از تکنیک‌ غیرفعال برای انتقال سیگنال صوتی استفاده کرد. در 4 آگوست 1945 در داخل هدیه ای که اتحاد جماهیر شوروی به دبلیو. اورل هریمن، سفیر ایالات متحده در اتحاد جماهیر شوروی داده بود، پنهان بود. آن را پدر فناوری شناسایی فرکانس رادیویی (RFID) می دانند.
شامل یک غشای خازنی کوچک بود که به یک آنتن کوچک با طول موج یک چهارم متصل بود. هیچ منبع تغذیه یا قطعات الکترونیکی فعالی نداشت. این دستگاه، یک تشدید کننده حفره غیرفعال، تنها زمانی فعال میشد که یک سیگنال رادیویی با فرکانس صحیح از یک فرستنده خارجی به دستگاه ارسال شد. این در اصطلاح NSA به عنوان 'روشن کردن' یک وسیله غیرفعال نامیده می شود. امواج صوتی (از صداهای داخل دفتر سفیر) از داخل جعبه چوبی نازک عبور کرده و به غشاء برخورد کرده و باعث لرزش آن می‌شود.  حرکت غشاء ظرفیت 'دیده' توسط آنتن را تغییر می دهد، که به نوبه خود امواج رادیویی را که برخورد کرده و توسط شی دوباره ارسال می شوند، تعدیل می کند. یک گیرنده سیگنال را دمودوله کرد تا صدایی که توسط میکروفون دریافت می‌شود شنیده شود، درست همانطور که یک گیرنده رادیویی معمولی سیگنال‌های رادیویی را تغییر شکل می‌دهد و صدا را تولید می‌کند.
طراحی آن تشخیص دستگاه شنود را بسیار دشوار می کرد، زیرا بسیار کوچک بود، منبع تغذیه یا اجزای الکترونیکی فعال نداشت و هیچ سیگنالی منتشر نمی کرد، مگر اینکه به طور فعال از راه دور تابش می شد. همین ویژگی های طراحی، در کنار سادگی کلی دستگاه، آن را بسیار قابل اعتماد کرده و عمر عملیاتی بالقوه نامحدودی به آن بخشیده است.

## طراحی
این دستگاه از یک آنتن تک قطبی 9 اینچی (23 سانتی متری) (چهارم موج برای فرکانس های 330 مگاهرتز [MHz]) تشکیل شده بود، اما همچنین می توانست به عنوان نیمه موج [در 660 مگاهرتز] یا تمام موج [در فرکانس] عمل کند. 1320 مگاهرتز] به احتمال زیاد، معادل طول موج 91 سانتی متر).[4] از یک میله مستقیم استفاده می کرد که از طریق یک بوش عایق به داخل یک حفره هدایت می شد، جایی که با یک دیسک گرد خاتمه می یافت که یک صفحه خازن را تشکیل می داد. این حفره یک قوطی مسی با روکش نقره گرد با کیفیت Q بالا، با قطر داخلی 31⁄40 اینچ (19.7 میلی متر) و حدود 11⁄16 اینچ (17.5 میلی متر) طول، با اندوکتانس حدود 10 نانوهنری بود.[5] ]  قسمت جلویی آن با یک غشای رسانا بسیار نازک (3 هزار میکرومتر) و شکننده بسته شده بود. در وسط حفره یک پست کوک با صورت مسطح قارچی قرار داشت که قسمت بالایی آن قابل تنظیم بود تا بتوان فاصله غشاء و پست را تنظیم کرد. غشاء و پست یک خازن متغیر را تشکیل می دهند که به عنوان یک میکروفون کندانسور عمل می کند و مدولاسیون دامنه (AM) را با مدولاسیون فرکانس انگلی (FM) برای سیگنال تابش مجدد ارائه می کند. این پست دارای شیارها و خطوط شعاعی بود که احتمالاً کانال هایی برای جریان هوا برای کاهش میرایی پنوماتیک غشاء فراهم می کند. آنتن از طریق انتهای دیسکی شکل خود به صورت خازنی به پست متصل شد. وزن کل واحد، با احتساب آنتن، 1.1 اونس (31 گرم) بود. 
طول آنتن و ابعاد حفره به منظور ایجاد سیگنال بازپخش یک هارمونیک بالاتر از فرکانس روشنایی مهندسی شد.[
دستگاه اصلی با قوطی زیر منقار عقاب بر روی مهر بزرگ ارائه شده به دبلیو. در مورد اینکه آیا سوراخ هایی در منقار ایجاد شده است تا امواج صوتی به غشاء برسند، حساب ها متفاوت است. منابع دیگر می گویند چوب پشت منقار سوراخ نشده بود اما به اندازه کافی نازک بود که صدا را منتقل می کرد، یا اینکه فضای توخالی مانند یک صفحه صدا عمل می کرد تا صدای اتاق را روی میکروفون متمرکز کند.

## ساخت
The Thing توسط مخترع روسی شوروی، لئون ترمین طراحی شد، که بیشتر به خاطر اختراع ترمین، یک ساز موسیقی الکترونیکی، شناخته شده است. در زبان روسی، دستگاه Эндовибра́тор (اندوویبراتور) نامیده می شود.
این وسیله که در یک پلاک چوبی حکاکی شده از مهر بزرگ ایالات متحده تعبیه شده بود، توسط دولت شوروی برای جاسوسی از ایالات متحده استفاده شد. در 4 آگوست 1945، چند هفته قبل از پایان جنگ جهانی دوم، هیئتی از سازمان پیشگامان جوان اتحاد جماهیر شوروی، حکاکی شده را به عنوان 'ژست دوستی' به متحد جنگی اتحاد جماهیر شوروی به سفیر هریمن تقدیم کرد. این کتاب به مدت هفت سال در خانه مسکونی سفیر مسکو در خانه اسپاسو آویزان بود تا اینکه در سال 1952 در زمان تصدی سفیر جورج اف کنان افشا شد.

### کشف

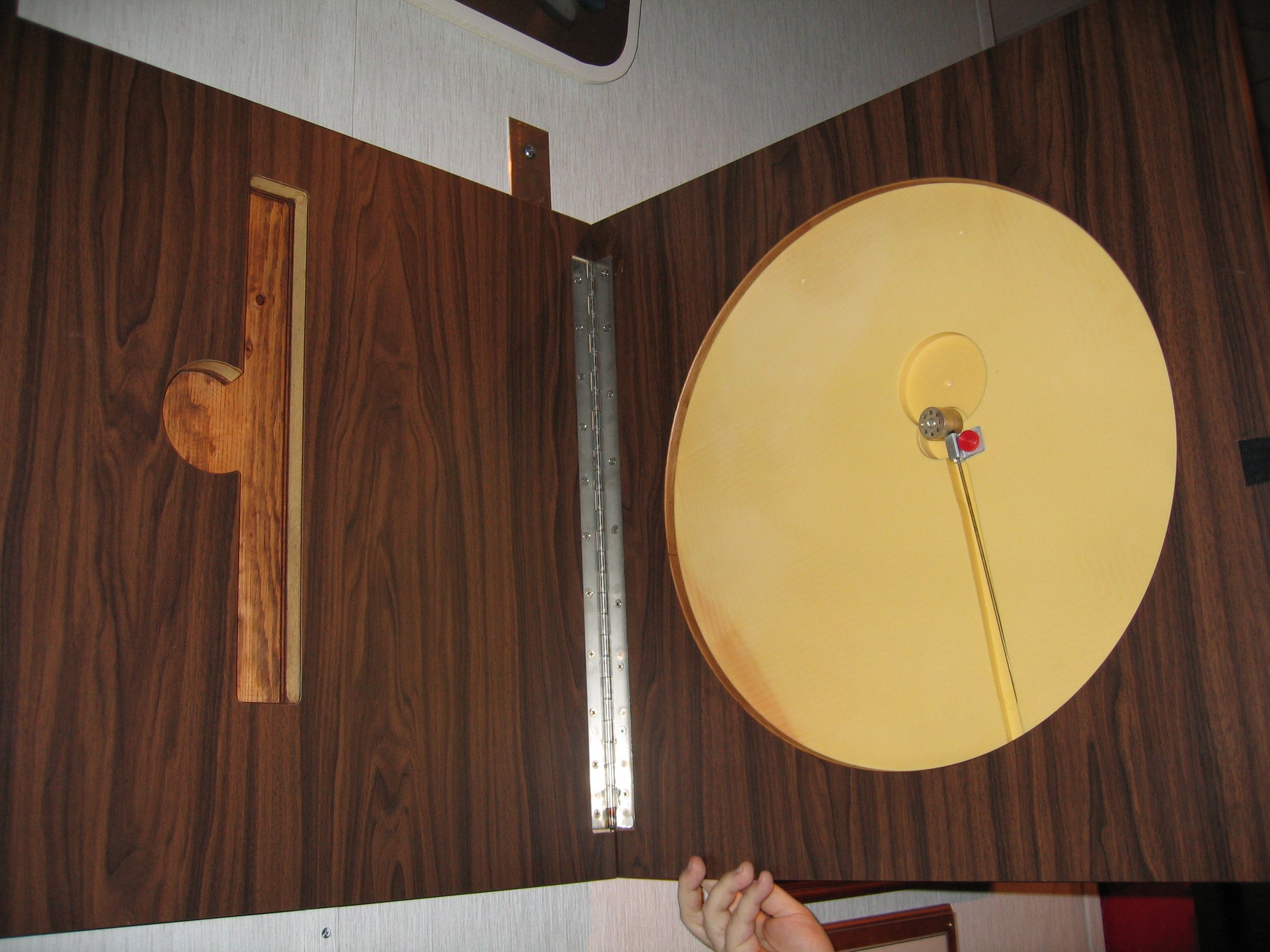
داخل دستگاه

به طور تصادفی در سال 1951 اپراتور رادیو  سفارت بریتانیا  مکالمات آمریکاییها را در یک کانال رادیویی باز نیروی هوایی شوروی شنید.
این کشف منجر به توسعه یک سیستم مشابه بریتانیایی با نام رمز SATYR شد که در طول دهه 1950 توسط بریتانیایی ها، آمریکایی ها، کانادایی ها و استرالیایی ها استفاده می شد.